# Амбулаторный пруд
Амбулато́рный пруд — пруд в районе Аэропорт города Москвы. Площадь пруда — 1 га. На берегу стоял кинотеатр «Баку». Вокруг пруда организована прогулочная зона и сквер площадью 2,7 га.
Площадь поверхности — 0,0073 км².

## История

Местоположение будущего Амбулаторного пруда: болото к северо-востоку от малого безымянного водоёма, из которого вытекает ручей, впадающий в речку Таракановку (на данной карте она именуется речка Ходынка) на карте 1838 года

Время появления пруда в настоящее время не установлено. На карте 1838 года на месте современного пруда показано болото, из которого берёт исток речка Ходынка (ныне именуемая как Таракановка). На карте 1878 года пруда ещё нет, нет его и на плане 1916 года. Однако на плане 1926 года пруд уже указан. Целиком очертания пруда мы встречаем на плане 1927 года. Образовался в результате запруживания ручья, являющегося истоком реки Таракановки и находящегося сейчас в трубе. Рядом с прудом находился Инвалидный рынок, названный так потому, что недалеко от этого места находилось Александровское убежище (инвалидный дом) для ветеранов русско-турецкой войны. Амбулаторный переулок, который и дал название современному пруду, мы видим на плане 1929 года. Если на плане 1934 года 3-я улица Усиевича заканчивается прямо на побережье средней части более обширного пруда, то на плане 1935 года форма и размер пруда существенно отличаются: южная часть пруда засыпана, а оставшейся северной части пруда была придана прямоугольная форма. Прежний ручей, в который происходил сток из пруда, заменила канава, идущая вдоль Амбулаторного переулка, 3-й улицы Усиевича и переулка Новая Стройка, а затем в естественном русле. Переулок Амбулаторный на плане 1938 года идет вдоль западного берега пруда, его сохранившаяся поныне часть именуется улица Самеда Вургуна. На карте 1964 г. указан урез высоты зеркала воды пруда 158,6 м над уровнем моря, форма и размер пруда, указанные на данной карте, подтверждаются космическим снимком 1964 года. Однако вскоре территория вокруг пруда была подвергнута реконструкции и был обустроен сквер, а сам пруд был расширен и обрёл современные очертания, что отражено на космическом снимке 1966 года.

## Местоположение и происхождение названия
Пруд находится в организованной прогулочной зоне между улицами Усиевича, Асеева, Самеда Вургуна и Часовой. Своё название он получил от находящегося неподалёку Амбулаторного переулка, который ранее проходил непосредственно рядом с ним, но впоследствии часть его была переименована и стала улицей Самеда Вургуна. Амбулаторный переулок в свою очередь был назван по находившейся на нём амбулатории.

## Текущее состояние пруда

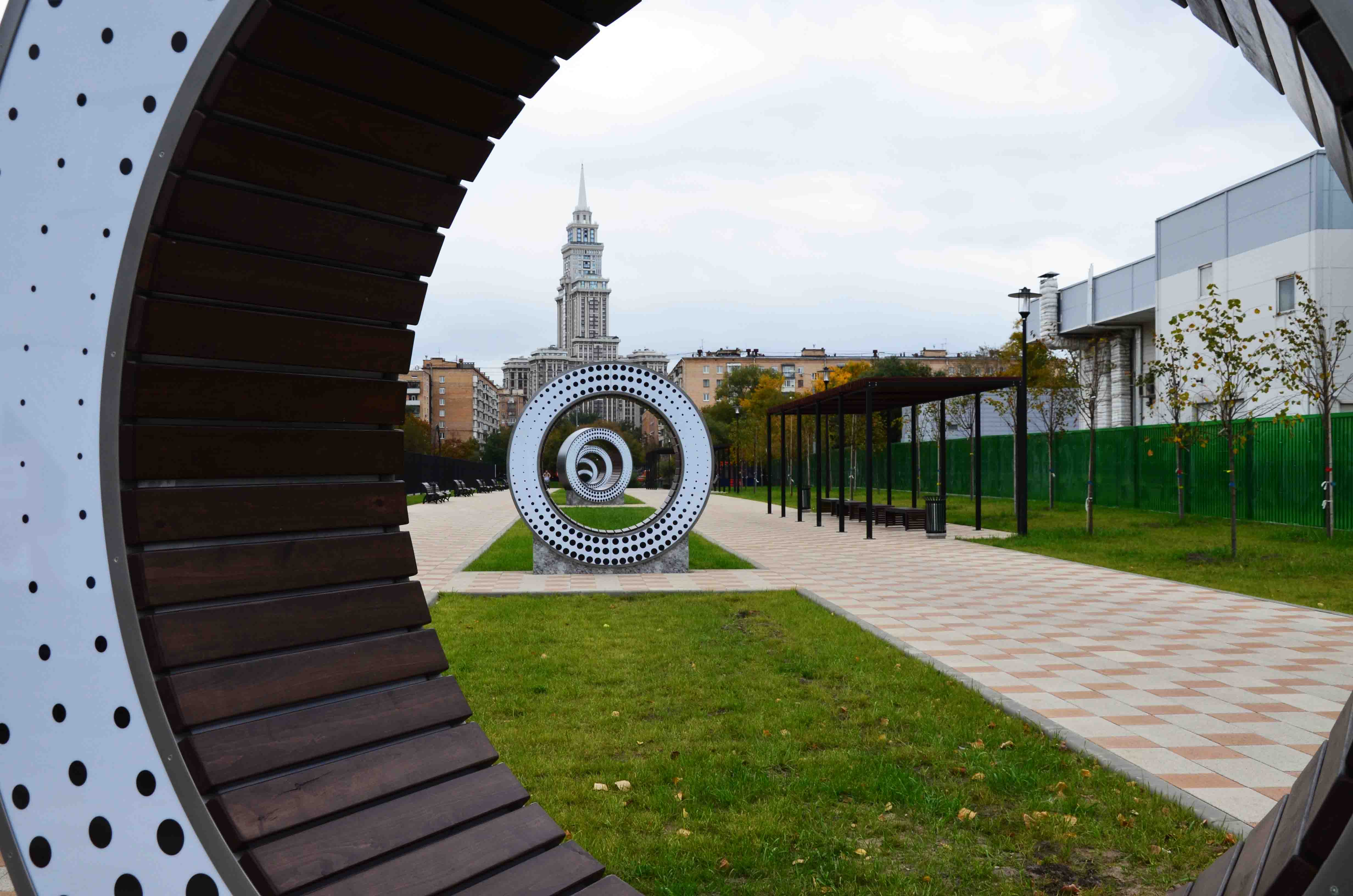
Сквер у Амбулаторного пруда, 2021 год

Ко дню города, в сентябре 2021 года сквер вокруг пруда открылся после благоустройства по программе «Мой район». Амбулаторный пруд очистили, разместили на нем плавающие фонтаны и домики для птиц. Вокруг водоёма обустроена набережная с прогулочными дорожками, фонарями и скамейками. В северной части сквера проходит аллея с шестью круглыми скамейками с подсветкой в форме турбин двигателя самолёта Як (по тематике созвучно названию района Аэропорт), а также качели-скамейки под навесами, воркаут-площадка и площадка для игры в панна-футбол. В западной части сквера есть две игровых площадки для детей разного возраста. В восточной части сквера находится сцена с танцполом и несколькими рядами сидений, а также зона с шезлонгами.

## Здания и сооружения рядом с прудом
- Управа района Аэропорт
- Кинотеатр «Баку»

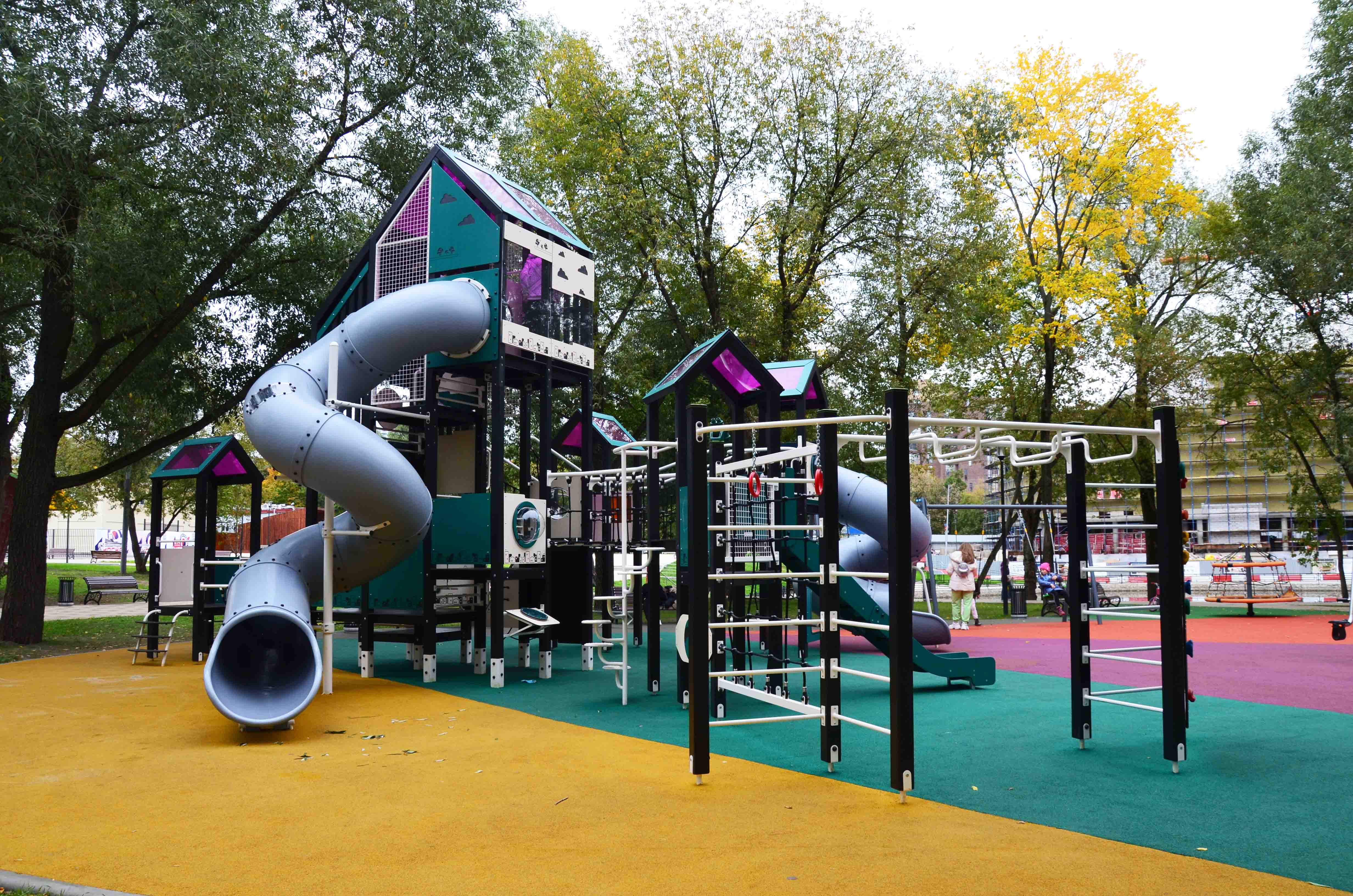
Детская площадка

- Ленинградский (бывший Инвалидный) рынок
- Свято-Дмитриевский детский дом